# Lidija Konstantinowna Komarowa

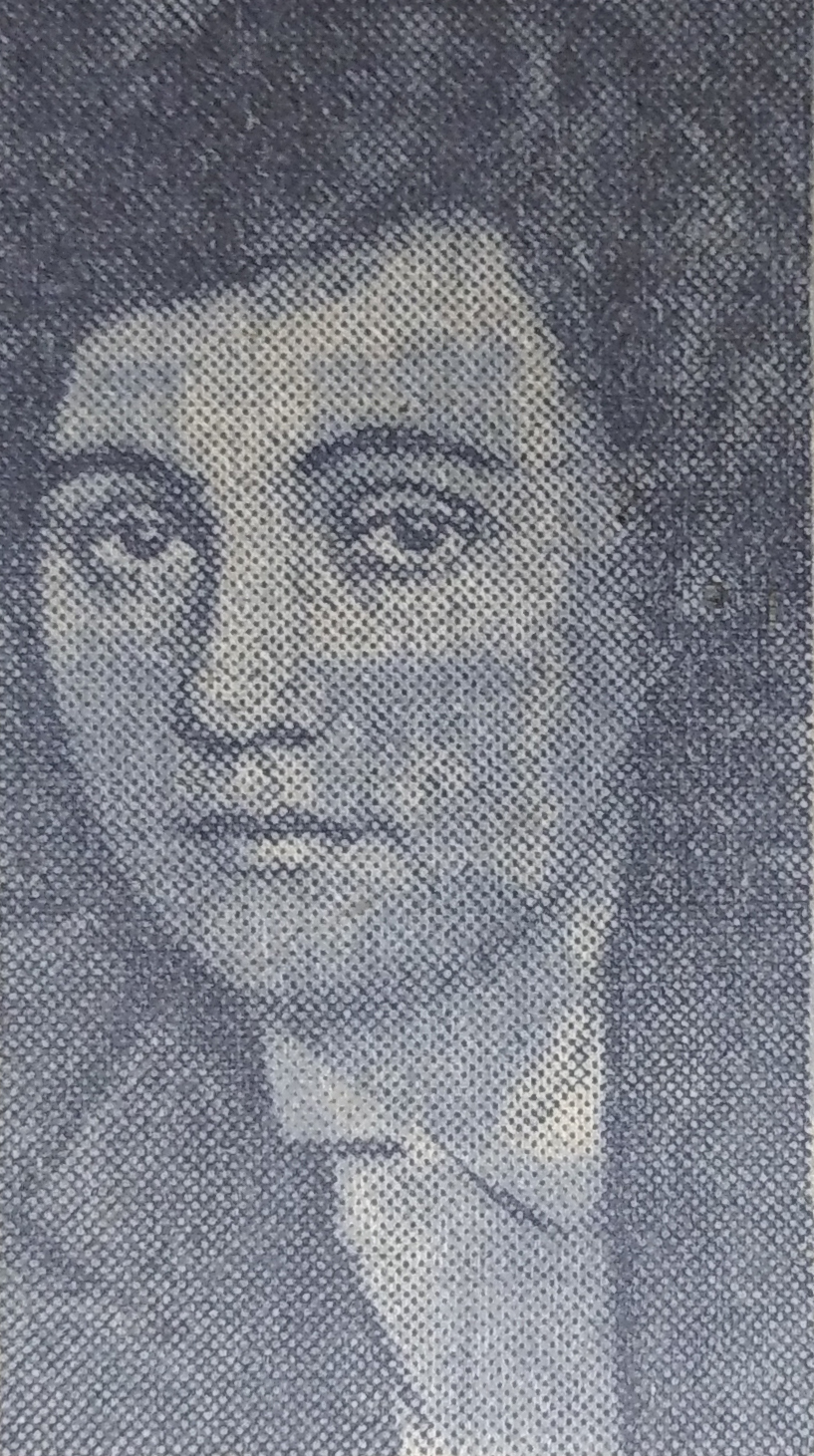
Lidija Konstantinowna Komarova 1936

Lidija Konstantinowna Komarowa (russisch Лидия Константиновна Комарова; * 24. Märzjul. / 6. April 1902greg. in Iwanowo-Wosnessensk; † 24. Juni 2002 in Moskau) war eine sowjetische Architektin.

## Leben
Komarowa kam 1918 nach Moskau und begann das Studium 1919 in den II. Freien Staatlichen Kunstwerkstätten (SGChM) in Abram Jefimowitsch Archipows Malerei-Werkstatt. Sie studierte bei Pjotr Petrowitsch Kontschalowski und dann bei Nadeschda Andrejewna Udalzowa, Ljubow Sergejewna Popowa und Alexander Dawydowitsch Drewin. 1922 wechselte sie zur Architektur-Fakultät der Höheren Künstlerisch-Technischen Werkstätten (WChUTEMAS). Dort studierte sie in den Vereinigten Linken Werkstätten (Obmas) bei Nikolai Alexandrowitsch Ladowski und dann bei Alexander Alexandrowitsch Wesnin. Sie schloss sich dem Konstruktivismus an und wurde Mitglied der Architektenvereinigung OSA, deren Zeitschrift sie redigierte. Als Diplomprojekt für den Studienabschluss 1929 plante sie einen Komintern-Palast. Ihr Projekt wurde in die Gruppe der besten Projekte aufgenommen, wobei sie die einzige Frau war, und im In- und Ausland veröffentlicht. Später wurde ihr Entwurf häufig mit dem Solomon R. Guggenheim Museum Frank Lloyd Wrights (1959) verglichen.
Eines der letzten avantgardistischen Projekte Komarowas war ihr Projekt für den Wettbewerb 1932 für den Palast der Sowjets (zusammen mit Ilja Sacharowitsch Weinstein und J. M. Muschtschinski), das einen Preis erhielt.
Komarowa arbeitete in der Moskauer Projektierungsverwaltung MosProjekt und im Moskauer Institut für Städtebau Giprogor. Daneben absolvierte sie bis 1937 die Aspirantur bei Alexander Wesnin. Im Palais Archangelskoje bei Krasnogorsk restaurierte sie das von Joseph Bové und Pietro Gonzaga erbaute Gonzaga-Theater (1939) und baute einen Museumspavillon (1941).
Während des Deutsch-Sowjetischen Kriegs entwarf Komarowa Denkmäler für Soldatenfriedhöfe.
1947 wurde Komarowa Mitarbeiterin des neuen Moskauer Staatlichen Instituts für die Projektierung von Hochschulgebäuden GIPROWUS. Sie plante und leitete den Bau des Polytechnischen Instituts Karaganda (jetzt Technische Universität) und des Bergbau-Instituts Kemerowo (jetzt Staatliche Technische T.-F.-Gorbatschow-Universität des Kusbass).
Komarowa war die Autorin und Leiterin des Projekts für den Bau des neuen Hauptgebäudes der Moskauer Technischen Hochschule (MGTU), das 1949–1960 gebaut wurde. Ihr Entwurf eines tordierten Wolkenkratzers überforderte die damaligen technischen Möglichkeiten und blieb ein Entwurf. Erst der spätere technische Fortschritt und neue Werkstoffe ermöglichten solche Wolkenkratzer, wie der Evolution Tower, der Turning Torso und der Cayan Tower zeigen.
Komarowas Sohn Erik Naumowitsch Komarow wurde Indologe und heiratete die Orientalistin Engelsin Ardanowna Markisowa aus der Burjatischen Autonomen Sozialistischen Sowjetrepublik, deren Tochter Lola Komarowa Psychologin wurde.

## Ehrungen
- Verdiente Architektin der RSFSR (1985)

## Werke

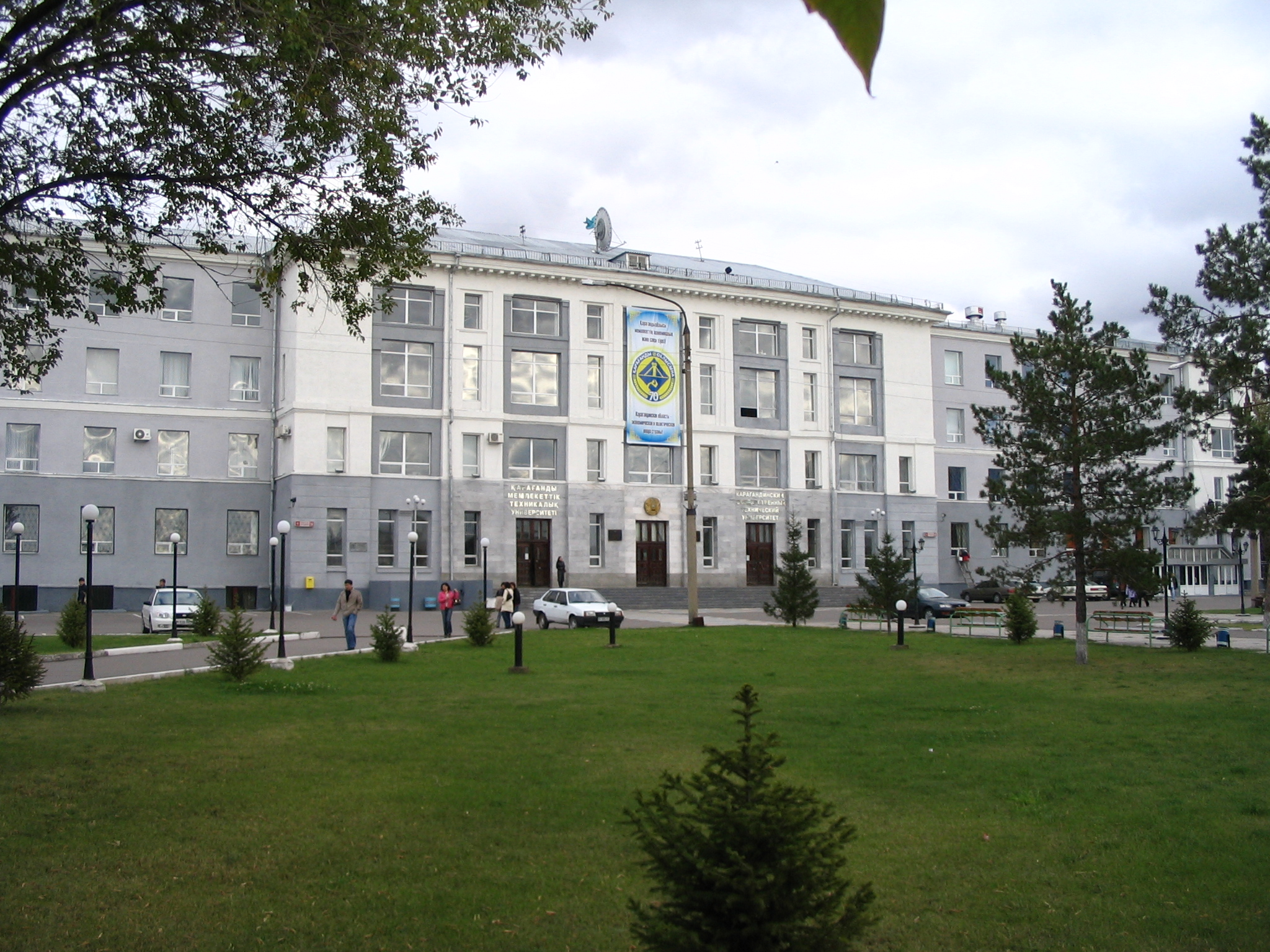
Technische Universität Karaganda
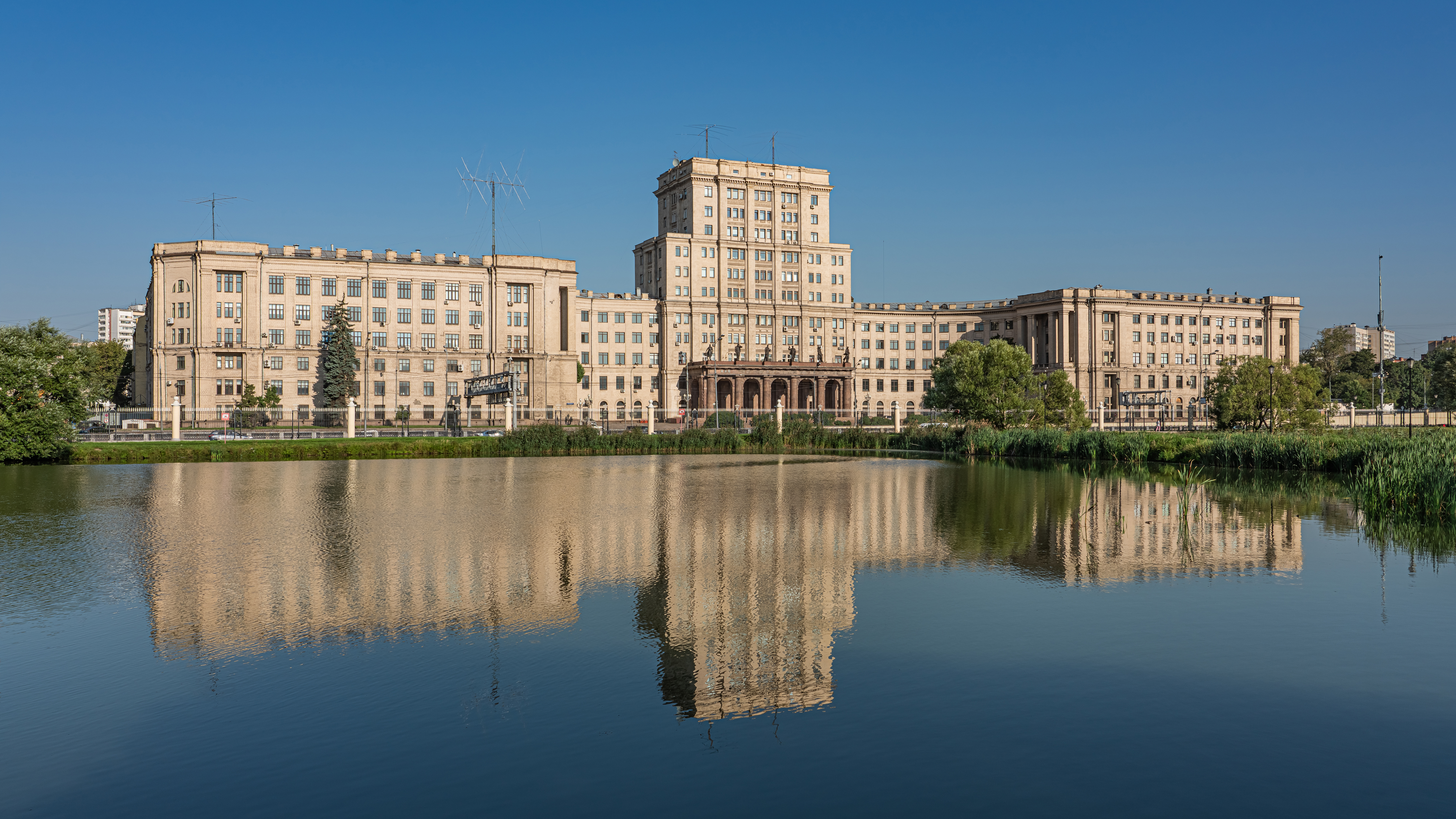
Hauptgebäudes der Moskauer Technischen Hochschule